# Metoda postupného výsuvu

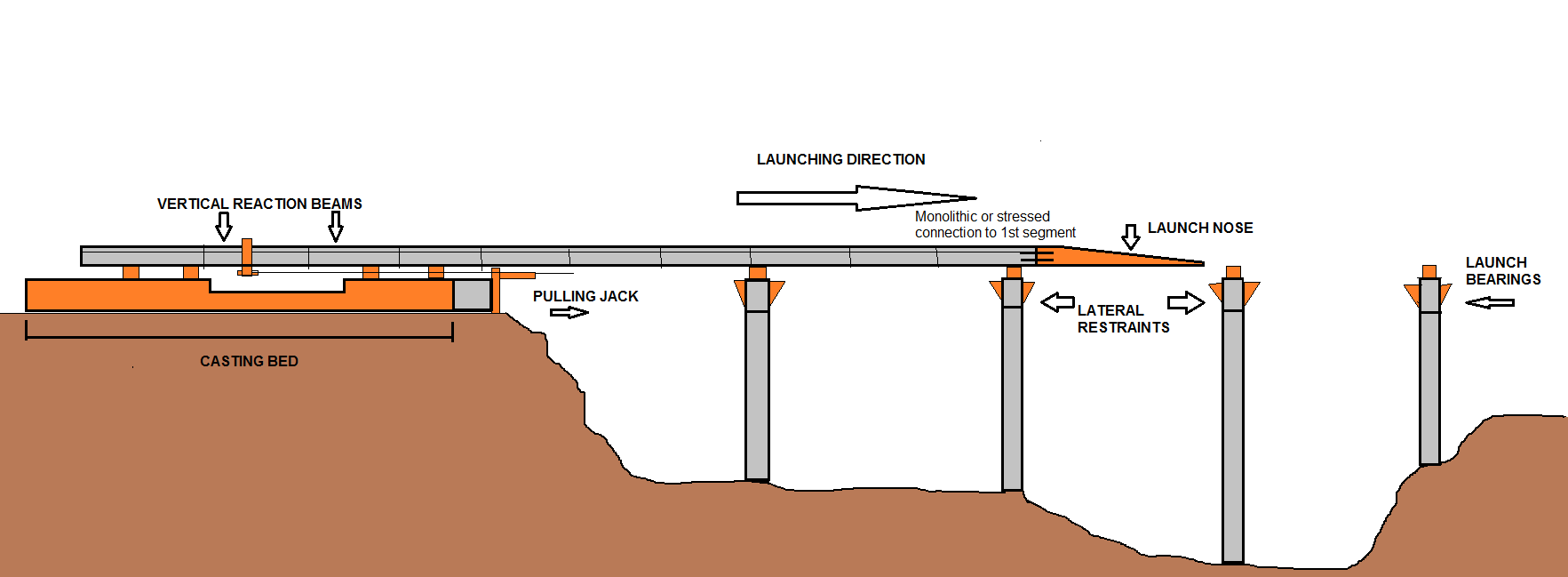
Metoda postupného výsuvu

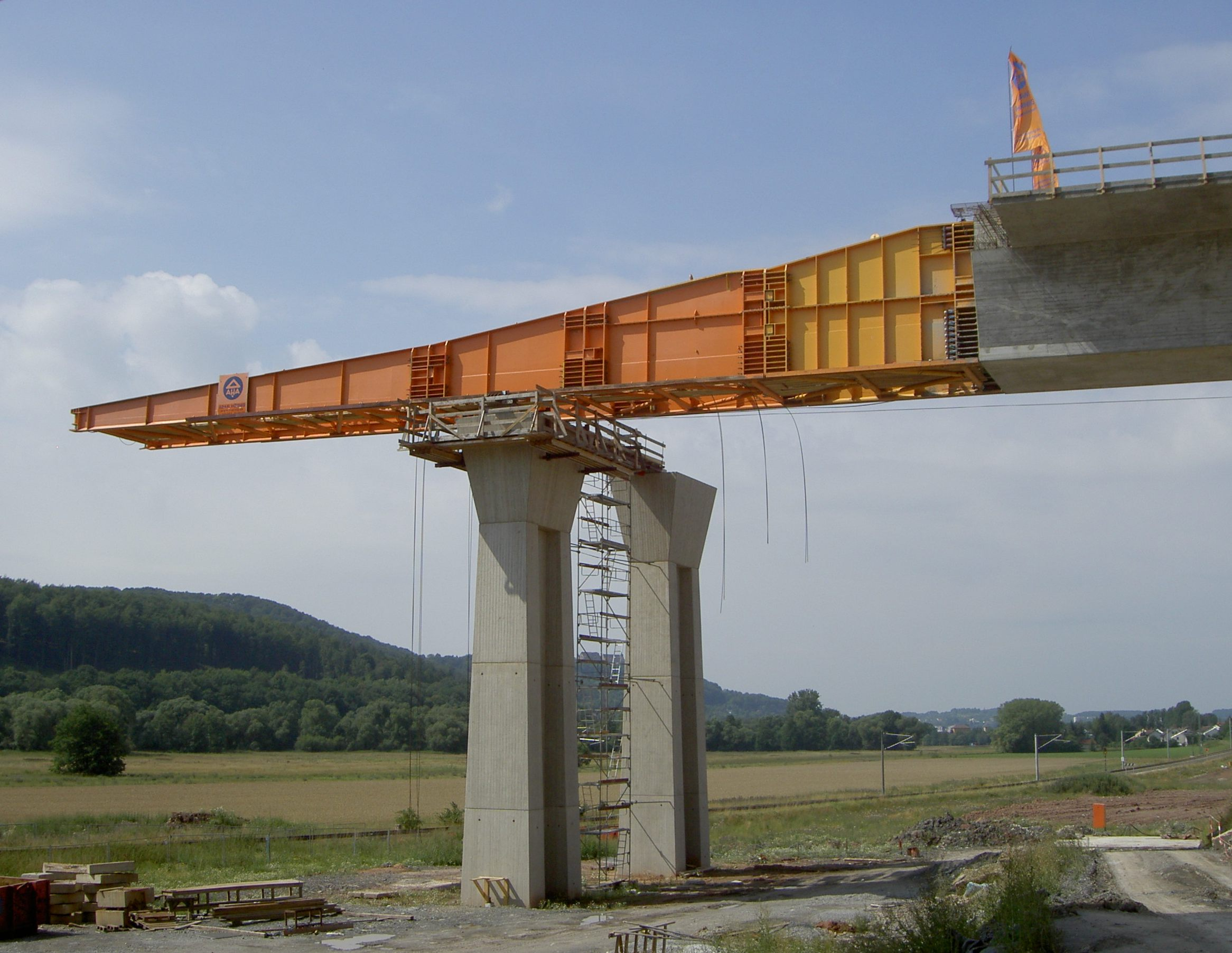
Výsuvný nos

Metoda postupného výsuvu je výrobní metodou pro mosty. Kompletní mostovka se staví z jednotlivých částí (lamel) za jednou opěrou mostu. Hotová lamela je vysunuta na dříve postavené pilíře. Na uvolněném místě se staví další lamela a celý cyklus se opakuje.
Tato metoda se využívá pouze u mostů přímých nebo s konstantním zakřivením a konstantním průřezem konstrukce. Využití je u mostů s vysokými pilíři nebo nad zástavbou, v ekologicky významných oblastech, nad vodní hladinou atd.

## Historie
Prvním mostem, který byl postupně vysunut, byl zřejmě železniční most přes Rýn Waldshut-Koblenz, příhradový železniční most z kujného železa, dokončený v roce 1859. Druhým postupně vysunutým mostem byl Rýnský most, železniční most přes horní tok Rýna mezi německým Kehlem a francouzským Štrasburkem, dokončený v roce 1861 a následně několikrát zničený a znovu postavený.
Prvním postupně vysunutým betonovým mostem byl skříňový most o rozpětí 96 metrů přes řeku Caroní, dokončený v roce 1964. Druhým postupně vysunutým betonovým mostem byl most  Wildbichler přes řeku Inn v rakouském Kufsteinu, dokončený v roce 1965. Stavebními inženýry obou mostů byli profesor Dr. Fritz Leonhardt a jeho partner Willi Baur. V České republice první postupně vysunutým mostem byl most v Tomicích, dokončený v roce 1972.

## Popis procesu
Při metodě postupného vysunutí v předpjatém betonovém stavitelství je výroba mostů soustředěna ve výrobně za opěrou mostu. Nosná konstrukce se staví po krátkých úsecích tzv. lamelách dlouhých od 15 do 30 m v pevném bednění v cyklech. Jednotlivé lamely jsou zabetonovány přímo na předchozí a vzájemně spojeny ohybově tuhým způsobem pomocí napínacích kabelů. Poté se zpevněná nová část mostu zvedne o několik milimetrů a posune se o délku lamely dopředu spolu s ostatními již dokončenými lamelami ve směru osy mostu. K tomu slouží hydraulické lisy a teflonová kluzná ložiska. Poté se na stejném místě ve stejném bednění vyrobí další úsek. Obvykle se vyrábí jedna lamela týdně. Na nejpřednějším úseku je namontován ocelový výsuvný nos, aby se snížil konzolový moment, který vzniká při posunu až k podpěrám. Také s může konzolový moment snížit montážním pylonem se závěsy. Průřezy komorových nosníků jsou obzvláště vhodné pro postupné vysunutí. Metoda je velmi hospodárná díky krátkým přepravním vzdálenostem, malým plochám zařízení, dobrému využití bednění a lešení a díky opakujícím se pracovním postupům se dosahuje maximální produktivita. Nevýhodou je vyšší materiálová náročnost a to, že průřez nosné konstrukce musí zůstat kvůli procesu nezměněn, a proto je rozhodující konstrukční výška potřebná pro největší rozpětí. 
Sekční vysunutí ocelových mostů nebo ocelových nosníků složených mostů probíhá v základních krocích obdobně jako postupné vysunutí u předpjatých betonových konstrukcí. Na rozdíl od výroby lamel se to týká pouze sestavení a montáže dílů nosníků. Vlastní výroba ocelové konstrukce probíhá v továrních halách. Jednotlivé díly jsou přepravovány na místo montáže. Vzhledem k obvykle mnohem nižším vlastním hmotnostem dílů není výsuvný nos často nutný. Úseky zde mohou mít také různou délku. Velikost a hmotnost jednotlivých dílů je obvykle omezena dopravními prostředky na staveniště.